# شهر قدیمی چال شهر گریوه
شهر قدیمی چال شهر گریوه مربوط به سدهٔ ۷ ه.ق است و در شهرستان لالی، روستای هارکله واقع شده و این اثر در تاریخ ۱۷ اسفند ۱۳۸۱ با شمارهٔ ثبت ۷۹۲۷ به‌عنوان یکی از آثار ملی ایران به ثبت رسیده است.